# Purgatoriidae
Purgatoriidae — базальна родина плезіадоподібних, яка включає Purgatorius і Ursolestes. Вважається, що Purgatoriids представляють найдавніших представників Plesiadapiformes.